# Jean-Frédéric Journaux Leblond
Pour les articles homonymes, voir Journaux.
Jean-Frédéric Journaux (généralement mentionné sous le nom de Frédéric Journaux-Leblond), né le 9 septembre 1820 à Bouesse et décédé le 9 juin 1872 à Paris 3e, est l'inventeur (en collaboration avec son épouse Joséphine-Rosalie Leblond), des machines à coudre Journaux-Leblond, pour lesquelles il a déposé de nombreux brevets.

## Biographie

### Enfant de fermiers
Jean-Frédéric Journaux est issu d'une famille de huit enfants. Fils de Mathias et de son épouse Françoise Deguzon. On ne connaît rien de son enfance et de ses études. Son père est un exemple d'ascension sociale de la paysannerie à la bourgeoisie. À 23 ans, il est fermier à Bouesse ; il occupe la ferme dite "la Basse Cour". À 33 ans, il est propriétaire de "la Loubatière", située au nord du village, sur la route de Velles, dans la petite Brenne. Mathias Journaux devient adjoint au maire en 1830, puis est élu maire en 1832.

### Les débuts
En 1844, le 18 mai à la mairie du 4e arrondissement de Paris, il se marie avec Joséphine-Rosalie Leblond. Lui est fabricant passementier et elle ouvrière en passementerie. Ce mariage lui apporte les moyens de fonder une entreprise de mécanique. En 1850, l'entreprise Journaux-Leblond est créée. Le couple, associé dans la recherche (lui comme mécanicien, elle comme administrateur) va faire accomplir aux machines à coudre d’énormes progrès.
Dès 1852, il dépose au nom de sa femme les premiers brevets pour des machines propres à la fabrication des boutons à l’aiguille et remplaçant le travail à la main. Deux machines sont utilisés successivement : la première « machine à jeter », recouvrant les boutons dits jetés à la brochette et à la table ; la seconde, machine à piquer faisant les boutons, tortillards, colimaçons, coquilles, etc. Pour toutes sortes de vêtements, boutons recouverts de soie, de coton, etc. En 1854, il dépose un brevet pour deux machines à coudre « Système Journaux-Leblond », l’un pour les tissus plats, l’autre pour les tissus fermés, grâce à un support cylindrique. Applicables à toutes sortes de tissus, cuirs et autre matières, la couture se fait au moyen de deux fils en lignes droites curvilignes (manche, tiges de bottes, etc).
En 1854, deux machines à coudre applicables à toutes espèces de tissus, cuirs et autres matières. Invention de la navette sous forme d'une petite coquille d'acier contenant une bobine de fil (la canette). Autres modifications concernant le guide-navette et guide-ouvrage. En 1857, sept additifs furent annexés au brevet de 1854 pour des inventions et améliorations de différentes pièces : création du point de chaînette à un seul fil ; création du point de chaînette double permettant d’obtenir du relief pour la broderie ; plate-forme creuse en cylindre recourbé laissant une extrémité libre pour enfiler des objets à coudre ; perfectionnements de la navette en acier pour ne pas couper le fil ; modifications des guide-ouvrages, supports des fils et porte-bobines, etc. En 1860, demande de brevet d’invention et de perfectionnement pour exécuter à volonté les trois points suivants : chaînette à un fil, à deux fils (dit point noué) et point de navette à deux fils.

### Un fabricant réputé
La fabrication française de machines à coudre 1854-1877 En France, au début des années 1850, il existe bien un certain nombre d’inventeurs de prototypes de machines à coudre ; cependant, une fabrication industrielle ne démarre véritablement que par transfert des modèles américains. Il en sera de même pour l’ensemble des pays européens, y compris en Grande-Bretagne où s’améliore le brevet Thomas directement issu de la première machine Howe. Les premiers fabricants français de machines à coudre sont d’origines diverses, le plus souvent anciens tailleurs en confection ou vendeurs de machines à coudre américaines que la hausse des tarifs douaniers américains et la difficulté des relations avec la maison-mère poussent vers une production artisanale en atelier. L’accès à la fabrication des modèles américains se fait traditionnellement par copiage et contrefaçon, ou par achat de brevets. il acquiert peu à peu un savoir-faire reconnu qui lui permet d’ouvrir un atelier réputé où viennent se former certains futurs manufacturiers allemands; c’est le cas de Opel. Adam Opel, partit en 1858 pour Paris où il travailla chez un boulanger, en attendant de trouver un patron pour faire un apprentissage.

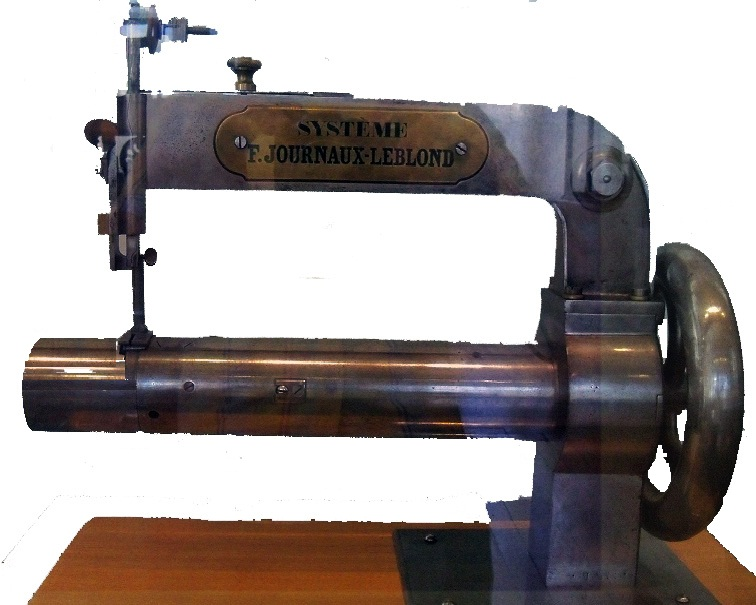
Machine à support cylindre de 1855.

Le 19 août 1859, il commença chez F. Journaux & Leblond qui était le plus grand fabricant de machines à coudre. Puis en 1862, il retourna à Rüsselsheim pour se mettre à son compte et fabriquer des machines à coudre.
Journaux-Leblond fabriquera des machines, haut de gamme, en petites séries, ce qui explique le grand nombre de modèles, sans cesse modifiés et portant des noms flatteurs pour en promouvoir la vente.

### L'expansion et l'exportation de la marque

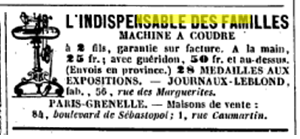
L'Indispensable.

De 1861 à 1862 quatre additifs sont ajoutés. Le premier : les trois points sont exécutés sans changement d’organes, mais par un simple mouvement exécuté au pied ou à la main, ou mécaniquement par une machine à vapeur. Les autres additifs concernent les différents types de crochets, le supporte en fonte et la forme variable de la table. Puis un autre brevet déposé, destiné à la couture d’articles de bonneterie à un fil et exécute le point de surjet-chaînette .

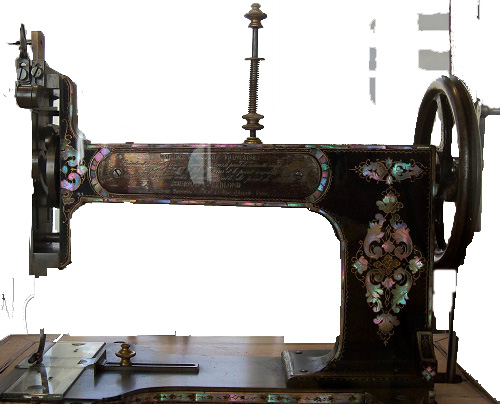
Machine exécutant les trois points de couture, 1862.

Le couple sera présent en 1861 à la foire internationale de Niijni-Novgorod en Russie.
En 1865, commercialisation de la « Ménagère modèle R ».
En 1866, commercialisation d’un modèle bon marché « l’Indispensable » pour les ouvrières modestes,.
En 1868, avec un associé, Régis Giovanni, un nouveau perfectionnement est apporté : une aiguille en forme d’hélice et un doigt mobile attire le fil après son passage dans l’étoffe pour lui faire traverser le tissu.
Le couple Journaux achète un immeuble avec cour et jardin dans le 15e arrondissement, à Grenelle, 10 rue des Marguerites, à l'angle du no 20 de la rue des Bergers). C'est là que s'installeront les ateliers de "constructions mécaniques de haute précision". La fabrique spéciale des machines reste au 21 quai Napoléon, mais les maisons de vente se multiplient : 2 bld de la Madeleine, 1 rue Caumartin, 38 faubourg Montmartre, 84 bld Sébastopol.

### Les déboires
Jean Frédéric Journaux-Leblond fabriquera une "contrefaçon" de la machine Grover and Baker, ce qui lui occasionne maints déboires avec la firme américaine. Cette affaire qui l'opposa à Say, Sautter et Villanil et Ce, l'entraina dans de longues procédures juridiques (interdiction de produire pendant deux ans). Il ne fut pas reconnu coupable. Il est parvenu à démontrer que le principe même des différents systèmes de machines à coudre était dans le domaine public, et que les brevets ne pouvaient plus porter que sur des perfectionnement de détails.
Les accusateurs furent condamnés à lui verser des dommages-intérêts pour avoir compromis son crédit et ruiné son industrie.
Autre affaire : Cour impériale de Paris. Chambre des appels de police correctionnelle... Audience du samedi 24 [novembre 1860]. Consultation de M. Victor Bois, ... sur la validité des brevets d'invention et certificats d'addition des machines à coudre Journaux-Leblond, ... Affaire Journaux-Leblond contre MM. Dubois, Klotz, Schonneur, Kugler-Platz, Rexrortz, Rügler et Duvivier, Condy et Leroy, Paris, impr. Renou et Maulde, 1860, 47 p. Dans cette affaire, où Mme Journaux-Leblond, étant devenue, à la suite de la faillite de son mari, titulaire de son établissement et de ses brevets, a porté une plainte en contrefaçon de divers perfectionnements dont elle revendiquait la priorité. Par jugement du 24 juillet 1860, le Tribunal repoussa cette plainte. Les époux Journaux furent condamnés à des dommages-intérêts.

### Une grande aventure industrielle

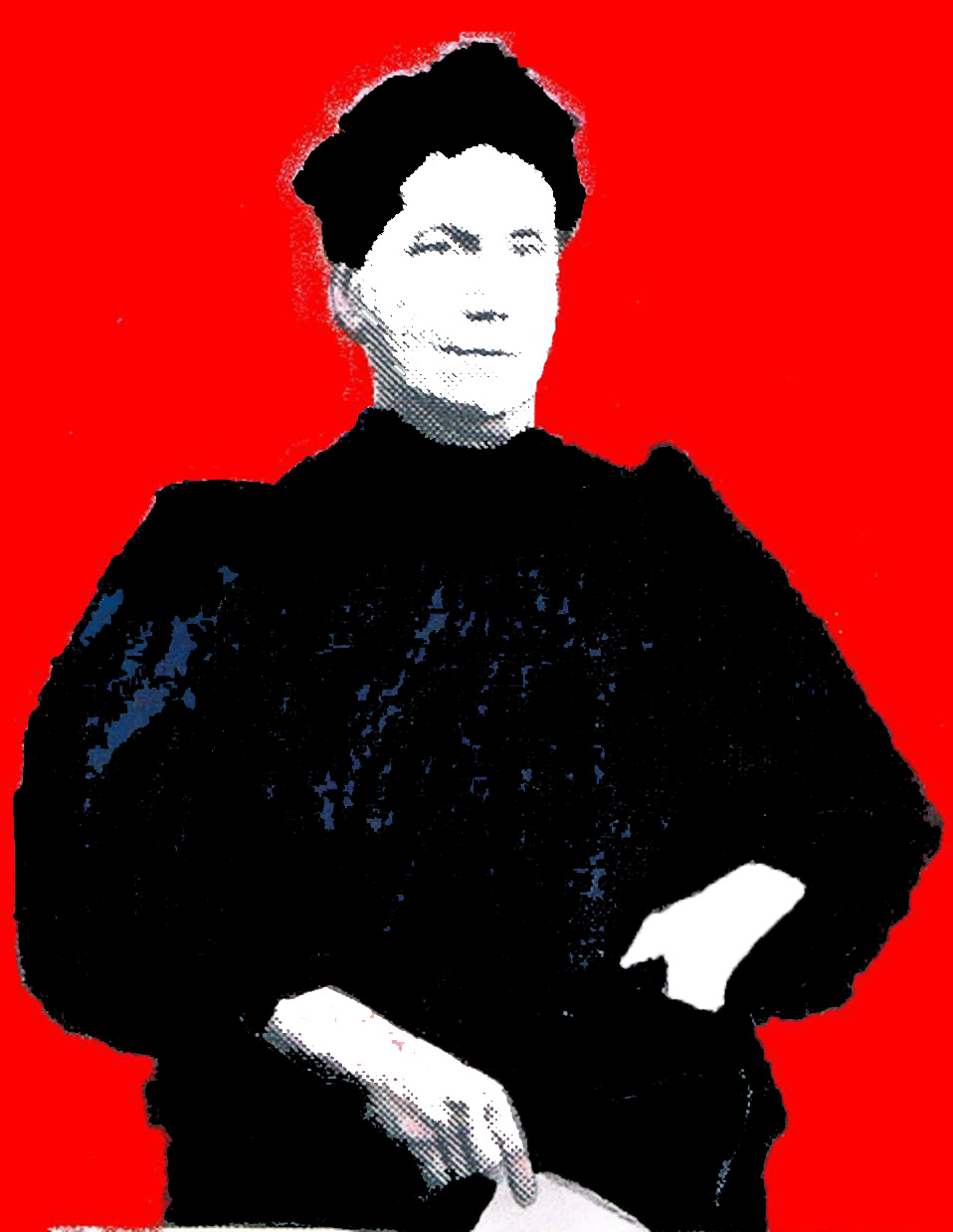
Joséphine-Rosalie Leblond.

Dix-huit brevets et additifs sont déposés entre 1854 et 1881 ! Ces machines haut de gamme, fabriquées en petites séries, expliquent le grand nombre de modèles, sans cesse modifiés et portant des noms flatteurs pour en promouvoir la vente. Invention du support cylindrique ; introduction de cannes ou excentrique ; remplacement de l’aiguille horizontale par un navette constituée d’une espèce  de petites coquille en tôle d’acier, contenant la canette, bobine du 2e fil. Ce premier type de machine a été acheté par le conservatoire des Arts et Métiers de Paris (No 6484).
L’usine des machines à coudre, dont les pièces sont toutes faites à la main, est installée d’abord au 11 rue d’Arcole, puis 21 quai Napoléon. On y fabrique des machines « brevetées S.G.D.G Système Journaux-Leblond »
Jean-Frédéric Journaux est enterré au cimetière du Père-Lachaise (85e division) ; à côté de lui on déposa une petite machine à coudre de sa fabrication. Joséphine-Rosalie, son épouse, après avoir dirigé l'affaire, laisse l’entreprise à son fils unique, Jean Joachim, âgé de 21 ans. À la mort de sa belle fille Maria Chaupied, le 16 août 1906, suivie de la vente des usines en 1908, elle se retira à Clamart, où elle décédera le 25 septembre 1914.

## Distinctions
- Récompensé (huit médailles) aux expositions universelles et nationales de New-York (1853), Londres (1862), Dijon, Besançon (1860), Chalons, Metz (1861) et Nantes.
- Seul système acheté par le conservatoire des Arts et Métiers en 1855. Machine à support cylindrique, de l'Exposition universelle de Paris de 1855 (n° inv. 6484).
- Autre machine acheté par le conservatoire des Arts et Métiers en 1862. Machine exécutant les trois points de couture, de l'Exposition universelle de Londres 1862 (n° inv. 7081).